# 1806
1806. је била проста година.

## Догађаји

### Јануар
- 19. јануар — Уједињено Краљевство је заузело Рт добре наде.

### Мај
- 27. мај — Француска војска је ушла у Дубровник, чиме је Дубровачка република изгубила вишевековну независност.

### Јун
- 5. јун — Наполеон је прогласио Холандију краљевином и за краља поставио свог брата Луја Бонапарту.

### Јул
- 12. јул — У Паризу је формирана Рајнска конфедерација у коју је ушло шеснаест немачких држава под протекторатом Наполеонове Француске.

### Август
- 6. август — Цар Франц I Хабзбуршки одрекао се титуле светог римског цара и прогласио се царем Аустрије, чиме престало да постоји Свето римско царство.
- 13. август — Српски устаници су поразили османлијску војску у бици на Мишару.

### Септембар
- 3. септембар — Српски устаници су поразили турску војску у бици на Делиграду.

### Октобар
- 14. октобар — Наполеонове трупе победиле Прусе и Саксонце у биткама код Јене и Ауерштата.
- 27. октобар — Наполеонове трупе ушле у Берлин после победе над Прусима у бици код Јене.

### Новембар
- 1. новембар — 5. новембар – Скупштина у Смедереву (1806)
- 21. новембар — Наполеон Бонапарта у Берлину издао декрет којим је објавио Континенталну блокаду Британских острва (Берлински декрет).

### Децембар
- 13. децембар — Српски устаници у Првом српском устанку ослободили београдску варош и натерали Турке да се повуку у Београдску тврђаву.

## Рођења

### Септембар
- 11. октобар — Александар Карађорђевић, српски кнез од 1842. до 1858. († 1885)

### Децембар
- Википедија:Непознат датум — Ђорђе Марковић Кодер, српски сликар († 1891)

## Смрти

### Јануар
- Непознат датум - Јанко Катић, српски војвода.